# Lunar Trailblazer
Lunar Trailblaser  — автоматическая межпланетная станция НАСА. Целью миссии являлось картографирование поверхности луны и исследование ее водных ресурсов. Аппарат разработан в рамках программы SIMPLEx. Запуск миссии состоялся 27 февраля 2025 года на ракете Falcon 9, совместно с IM-2 посадочным модулем Nova-C Intuitive Machines, а также опытным межорбитальным буксиром CHIMERA-GEO 1 и аппаратом Odin, предназначенным для исследования астероида 2022 OB5.

## Подготовка к полёту
16 августа 2023 года HVM3 был установлен на аппарат, сборка полезной нагрузки завершена.
11 сентября 2024 года завершены климатические испытания аппарата.

## Полёт
27 февраля 2025 года 0:16 UTC состоялся запуск с помощью Lunar Trailblaser ракеты Falcon-9, через 30 минут после отделения от второй ступени был получен первый сигнал от аппарата одной из радиоантенн НАСА в Австралии. Около 12:30 UTC связь с аппаратом была потеряна, телеметрия станции сообщала о проблемах в энергосистеме.
В течение нескольких дней после потери связи НАСА предпринимало попытки восстановить сигнал.

## Полезная нагрузка

### HVM3
Прибор разработанный лабораторией реактивного движения НАСА. Спектрометр высокого разрешения, предназначенный для картографирования и исследования воды на Луне.

### LTM
Прибор разработанный Оксфордским университетом. Инфракрасный спектрометр созданный для высокоточного измерения температуры поверхности Луны с погрешность в 2 К.